# Volta a Catalunya de 1970
La Volta a Catalunya de 1970 va ser 50a edició de la Volta Ciclista a Catalunya. Es disputà en 9 etapes del 10 al 18 de setembre de 1970 amb un total de 1.565,5 km. El vencedor final fou l'italià Franco Bitossi de l'equip Filotex per davant de Francisco Galdós del Kas, i de Bernard Labourdette del Fagor-Mercier.
La primera i la setena etapes estaves dividides en dos sectors. Hi havia dos contrarellotges, una per equips segon sector de la primera etapa a Tarragona i l'altra individual al segon sector de la setena etapa.
Hi havia bonificacions de 20 i 10 segons als dos primers de cada etapa, de 10, 6 i 3 segons als primers als alts de 1a, 2a i 3a categoria respectivament. Si entre els dos primers de cada etapa hi havia distància de temps, al primer se li donaven també alguns segons de bonificació (el 10% de la distància entre ells).
Franco Bitossi guanyava la "Volta" del cinquantenari. Va dominar la cursa des de la primera etapa, i va saber aprofitar la lluita entre els altres equips.

## Etapes
| Etapa | Data           | Ciutats d'etapa                  | km    | Vencedor de l'etapa  | Líder de la general |
| ----- | -------------- | -------------------------------- | ----- | -------------------- | ------------------- |
| 1a A  | 10 de setembre | Manresa – Tarragona              | 180,4 | Franco Bitossi       | Franco Bitossi      |
| 1a B  | 10 de setembre | Tarragona - Tarragona (CRE)      | 9,8   | Bic · Fagor-Mercier  | Franco Bitossi      |
| 2a    | 11 de setembre | Tarragona – Tortosa              | 173,7 | Ugo Colombo          | Ugo Colombo         |
| 3a    | 12 de setembre | Tortosa – Lleida                 | 139,2 | Michael Wright       | Ugo Colombo         |
| 4a    | 13 de setembre | Lleida - Viella                  | 225,0 | Vicente López Carril | Ugo Colombo         |
| 5a    | 14 de setembre | Tremp - Puigcerdà                | 165,4 | Miguel Mari Lasa     | Franco Bitossi      |
| 6a    | 15 de setembre | Alp - Girona                     | 185,9 | Manuel Mesa          | Franco Bitossi      |
| 7a A  | 16 de setembre | Girona - Mollet del Vallès       | 159,1 | Agustín Tamames      | Franco Bitossi      |
| 7a B  | 16 de setembre | Mollet del Vallès – Mataró (CRI) | 32,2  | Luis Ocaña           | Franco Bitossi      |
| 8a    | 17 de setembre | Mataró - Calafell                | 170,6 | Marc Sohet           | Franco Bitossi      |
| 9a    | 18 de setembre | Segur de Calafell - Barcelona    | 124,2 | José Manuel Fuente   | Franco Bitossi      |

### 1a etapa A[1]
10-09-1970: Manresa – Tarragona, 180,4:
| Resultat de la 1a etapa A \| \| Ciclista \| Equip \| Temps \| \| - \| -------------- \| ----------------- \| ---------- \| \| 1 \| Franco Bitossi \| Filotex \| 5h 18' 11" \| \| 2 \| Ramón Sáez \| Werner \| m. t. \| \| 3 \| René Pijnen \| Willem II-Gazelle \| m. t. \| |                |                   |            |
| | Ciclista       | Equip             | Temps      |
| 1 | Franco Bitossi | Filotex           | 5h 18' 11" |
| 2 | Ramón Sáez     | Werner            | m. t.      |
| 3 | René Pijnen    | Willem II-Gazelle | m. t.      |

### 1a etapa B[1]
10-09-1970: Tarragona - Tarragona, 10,8 (CRE):
|   | Equip             | Nacionalitat    | Temps   |
| - | ----------------- | --------------- | ------- |
| 1 | Bic Fagor-Mercier | França · França | 52' 00" |
| 3 | Filotex           | Itàlia          | + 12"   |

|   | Ciclista         | Equip         | Temps      |
| - | ---------------- | ------------- | ---------- |
| 1 | Franco Bitossi   | Filotex       | 5h 17' 50" |
| 2 | Domingo Perurena | Fagor-Mercier | + 06"      |
| 3 | Luis Zubero      | Kas           | + 11"      |

### 2a etapa[3]
11-09-1970: Tarragona – Tortosa, 173,7 km.:
|   | Ciclista       | Equip   | Temps      |
| - | -------------- | ------- | ---------- |
| 1 | Ugo Colombo    | Filotex | 4h 51' 16" |
| 2 | Marc Sohet     | Bic     | + 08"      |
| 3 | Franco Bitossi | Filotex | + 42"      |

|   | Ciclista       | Equip   | Temps       |
| - | -------------- | ------- | ----------- |
| 1 | Ugo Colombo    | Filotex | 10h 09' 03" |
| 2 | Marc Sohet     | Bic     | + 13"       |
| 3 | Franco Bitossi | Filotex | + 43"       |

### 3a etapa[4]
12-09-1970: Tortosa – Lleida, 139,2 km.:
|   | Ciclista       | Equip   | Temps      |
| - | -------------- | ------- | ---------- |
| 1 | Michael Wright | Bic     | 3h 51' 50" |
| 2 | Franco Bitossi | Filotex | m. t.      |
| 3 | Julián Cuevas  | Karpy   | m. t.      |

|   | Ciclista       | Equip   | Temps       |
| - | -------------- | ------- | ----------- |
| 1 | Ugo Colombo    | Filotex | 14h 00' 53" |
| 2 | Marc Sohet     | Bic     | + 13"       |
| 3 | Franco Bitossi | Filotex | + 35"       |

### 4a etapa[5]
13-09-1970: Lleida - Viella, 225,0 km.:
|   | Ciclista             | Equip   | Temps      |
| - | -------------------- | ------- | ---------- |
| 1 | Vicente López Carril | Kas     | 7h 02' 22" |
| 2 | Fabrizio Fabbri      | Filotex | m. t.      |
| 3 | Luis Zubero          | Kas     | m. t.      |

|   | Ciclista         | Equip         | Temps       |
| - | ---------------- | ------------- | ----------- |
| 1 | Ugo Colombo      | Filotex       | 21h 03' 15" |
| 2 | Franco Bitossi   | Filotex       | + 25"       |
| 3 | Domingo Perurena | Fagor-Mercier | + 45"       |

### 5a etapa[6]
14-09-1970: Tremp - Puigcerdà, 165,4 km. :
|   | Ciclista         | Equip     | Temps      |
| - | ---------------- | --------- | ---------- |
| 1 | Miguel Mari Lasa | La Casera | 4h 29' 28" |
| 2 | Franco Bitossi   | Filotex   | m. t.      |
| 3 | Luis Zubero      | Kas       | + 03"      |

|   | Ciclista         | Equip   | Temps       |
| - | ---------------- | ------- | ----------- |
| 1 | Franco Bitossi   | Filotex | 25h 32' 58" |
| 2 | Luis Zubero      | Kas     | + 34"       |
| 3 | Francisco Galdós | Kas     | + 1' 09"    |

### 6a etapa[6]
15-09-1970: Alp - Girona, 185,9 km. :
|   | Ciclista         | Equip     | Temps      |
| - | ---------------- | --------- | ---------- |
| 1 | Manuel Mesa      | Werner    | 4h 56' 49" |
| 2 | Franco Bitossi   | Filotex   | + 3' 41"   |
| 3 | Miguel Mari Lasa | La Casera | m. t.      |

|   | Ciclista         | Equip   | Temps       |
| - | ---------------- | ------- | ----------- |
| 1 | Franco Bitossi   | Filotex | 30h 33' 18" |
| 2 | Luis Zubero      | Kas     | + 44"       |
| 3 | Francisco Galdós | Kas     | + 1' 19"    |

### 7a etapa A[7]
16-09-1970: Girona - Mollet del Vallès, 159,1:
| Resultat de la 7a etapa A \| \| Ciclista \| Equip \| Temps \| \| - \| ------------------- \| ----------------- \| ---------- \| \| 1 \| Agustín Tamames \| Werner \| 4h 01' 52" \| \| 2 \| Domingo Perurena \| Fagor-Mercier \| m. t. \| \| 3 \| Jos van der Vleuten \| Willem II-Gazelle \| m. t. \| |                     |                   |            |
| | Ciclista            | Equip             | Temps      |
| 1 | Agustín Tamames     | Werner            | 4h 01' 52" |
| 2 | Domingo Perurena    | Fagor-Mercier     | m. t.      |
| 3 | Jos van der Vleuten | Willem II-Gazelle | m. t.      |

### 7a etapa B[7]
16-09-1970: Mollet del Vallès – Mataró, 32,2 km. (CRI):
|   | Ciclista            | Equip         | Temps   |
| - | ------------------- | ------------- | ------- |
| 1 | Luis Ocaña          | Bic           | 45' 26" |
| 2 | Bernard Labourdette | Fagor-Mercier | + 05"   |
| 3 | Francisco Galdós    | Kas           | + 20"   |

|   | Ciclista            | Equip         | Temps       |
| - | ------------------- | ------------- | ----------- |
| 1 | Franco Bitossi      | Filotex       | 35h 22' 30" |
| 2 | Francisco Galdós    | Kas           | + 1' 02"    |
| 3 | Bernard Labourdette | Fagor-Mercier | + 2' 18"    |

### 8a etapa[8]
17-09-1970: Mataró - Calafell, 170,6 km.:
|   | Ciclista         | Equip         | Temps      |
| - | ---------------- | ------------- | ---------- |
| 1 | Marc Sohet       | Bic           | 4h 41' 06" |
| 2 | Domingo Perurena | Fagor-Mercier | + 1' 52"   |
| 3 | Michael Wright   | Bic           | + 1' 53"   |

|   | Ciclista            | Equip         | Temps       |
| - | ------------------- | ------------- | ----------- |
| 1 | Franco Bitossi      | Filotex       | 40h 05' 31" |
| 2 | Francisco Galdós    | Kas           | + 1' 02"    |
| 3 | Bernard Labourdette | Fagor-Mercier | + 2' 18"    |

### 9a etapa[9]
18-09-1970: Segur de Calafell - Barcelona, 124,2 km.:
|   | Ciclista             | Equip  | Temps      |
| - | -------------------- | ------ | ---------- |
| 1 | José Manuel Fuente   | Karpy  | 2h 54' 09" |
| 2 | José Luis Uribezubia | Kas    | m. t.      |
| 3 | Agustín Tamames      | Werner | + 51"      |

|   | Ciclista            | Equip         | Temps       |
| - | ------------------- | ------------- | ----------- |
| 1 | Franco Bitossi      | Filotex       | 43h 00' 31" |
| 2 | Francisco Galdós    | Kas           | + 1' 05"    |
| 3 | Bernard Labourdette | Fagor-Mercier | + 2' 21"    |

## Classificació General
|    | Ciclista            | Equip         | Temps       |
| -- | ------------------- | ------------- | ----------- |
| 1  | Franco Bitossi      | Filotex       | 43h 00' 31" |
| 2  | Francisco Galdós    | Kas           | + 1' 05"    |
| 3  | Bernard Labourdette | Fagor-Mercier | + 2' 21"    |
| 4  | Miguel Mari Lasa    | La Casera     | + 2' 28"    |
| 5  | Luis Zubero         | Kas           | + 2' 41"    |
| 6  | Jesús Manzaneque    | Werner        | + 3' 19"    |
| 7  | Ventura Díaz        | Werner        | + 3' 52"    |
| 8  | Enrique Sahagún     | La Casera     | + 4' 42"    |
| 9  | Gabriel Mascaró     | Kas           | + 4' 56"    |
| 10 | Luis Ocaña          | Bic           | + 5' 05"    |

## Classificacions secundàries
|   | Ciclista         | Equip         | Punts    |
| - | ---------------- | ------------- | -------- |
| 1 | Domingo Perurena | Fagor-Mercier | 38 punts |
| 2 | Gabriel Mascaró  | Kas           | 25 punts |
| 3 | Luis Zubero      | Kas           | 22 punts |

|   | Ciclista         | Equip   | Punts    |
| - | ---------------- | ------- | -------- |
| 1 | José Gómez Lucas | Werner  | 29 punts |
| 2 | Franco Bitossi   | Filotex | 10 punts |
| 3 | Luis Ocaña       | Bic     | 9 punts  |

|   | Ciclista            | Equip         | Punts     |
| - | ------------------- | ------------- | --------- |
| 1 | Franco Bitossi      | Filotex       | 143 punts |
| 2 | Bernard Labourdette | Fagor-Mercier | 111 punts |

|   | Equip     | Nacionalitat | Temps        |
| - | --------- | ------------ | ------------ |
| 1 | Kas       | Espanya      | 172h 16' 28" |
| 2 | Werner    | Espanya      | + 8' 19"     |
| 3 | La Casera | Espanya      | + 17' 36"    |